# Station Evenstad
Station Evenstad is een halte in Evenstad in de gemeente Stor-Elvdal in fylke Innlandet  in  Noorwegen. De halte, gelegen op ruim 250 meter hoogte, werd geopend in 1934. Het stationsgebouw is inmiddels gesloopt. Evenstad ligt aan  Rørosbanen. 